# Hemipus
Hemipus és un gènere d'ocells de la família dels vàngids (Vangidae). Agrupa dues espècies de petit ocell passeriformes asiàtic. Tradicionalment, van pertànyer a la família Campephagidae, posteriorment van ser classificats transitòriament en la família Tephrodornithidae, però finalment han estat traslladats a la família Vangidae.

## Descripció
Fan entre 12,5 i 14,5 cm de llargada. Són ocells esvelts amb ales i cues força llargues. El bec i els peus són negres. El plomatge és fosc per sobre i pàl·lid per sota amb blanc a la gropa. El vanga bicolor té una gran taca blanca a l'ala que no té el vanga alabarrat.

## Distribució
Es troben als boscos de fulla ampla, a la vora del bosc i als boscos secundaris del sud d'Àsia. Ambdues espècies tenen grans distribucions i no es consideren amenaçades. El vanga bicolor es troba al subcontinent indi, al sud-oest de la Xina, al sud-est asiàtic continental i a les illes de Sumatra i Borneo. El vanga alabarrat troba a la península de Malaca i a Sumatra, Borneo, Java i Bali.

## Comportament
S'alimenten activament al dosser del bosc per buscar insectes. Sovint es troben en grups i sovint s'uneixen a estols d'espècies mixtes buscant menjar. També capturen insectes en vol.
El niu té forma de copa i construït sobre una branca d'arbre. Es ponen dos o tres ous; són verdosos o rosats amb marques més fosques. Tots dos pares participen en la construcció del niu, la incubació dels ous i la cria dels pollets.

## Taxonomia
Segons la Classificació del Congrés Ornitològic Internacional (versió 15.1, 2025) aquest gènere està format per dues espècies:
- vanga alabarrat (Hemipus picatus).
- vanga bicolor (Hemipus hirundinaceus).